# Manfred Höppner
Manfred Höppner (* 16. April 1934 in Weinböhla; † 20. Oktober 2023) war ein deutscher Arzt. Er war als Vizechef des Sportmedizinischen Dienstes der DDR (SMD) für das Doping im DDR-Leistungssport zuständig.

## Leben
Höppner ging in Meißen zur Schule und legte dort das Abitur ab. Von 1953 bis 1958 studierte er Medizin an der Karl-Marx-Universität Leipzig und wurde Facharzt für Sportmedizin und Facharzt für Sozialhygiene. Im Jahr 1958 wurde er promoviert. 1963 trat er der SED bei. Von 1964 bis 1978 war er Verbandsarzt des DDR-Leichtathletikverbandes (DVfL), von 1978 bis 1990 Mitglied des Präsidiums des DVfL und von 1967 bis 1990 stellvertretender Direktor des Sportmedizinischen Dienstes der DDR. Von 1970 bis 1991 war er Mitglied des Medizinischen Komitees des Internationalen Leichtathletikverbandes.
Als inoffizieller Mitarbeiter mit dem Decknamen „Technik“ war Höppner für das Ministerium für Staatssicherheit tätig.

## Zwangsdoping-System
Höppner wurde für seine zentrale Rolle im Dopingsystem der DDR im Jahr 2000 rechtskräftig wegen Beihilfe zur Körperverletzung in zwanzig Fällen zu einer Freiheitsstrafe von 18 Monaten auf Bewährung verurteilt. Unter seiner Leitung erhielten minderjährige Sportler trotz bekannter Gesundheitsrisiken hormonelle Dopingmittel wie Oral-Turinabol. Nach der deutschen Wiedervereinigung war Höppner der wichtigste Informant für die Ermittler der Zentralen Erfassungsstelle für Regierungs- und Vereinigungskriminalität. Die meisten Anklagen gehen auf Höppners Aussagen zurück.